# 데미갓
데미갓(Demigod)은 1990년 핀란드 로이마에서 결성된 데스 메탈 밴드이다. 밴드의 데뷔 앨범인 《Slumber of Sullen Eyes》는 데스 메탈 씬에서 최고작 중 하나로 꼽히는 명반이다. 테러라이저 지는 이 앨범을 '꼭 들어야 할 데스 메탈 앨범 40개'의 목록에 포함시키기도 했다.

## 구성원
- 사미 베산토(Sami Vesanto) - 베이스
- 투오모 라트발라(Tuomo Latvala) - 드럼
- 투오마스 카르피넨(Tuomas Karppinen) - 기타
- 테로 라이티넨(Tero Laitinen) - 기타
- 에사 린덴(Esa Lindén) - 보컬

### 이전 멤버
- 세포 타아틸라(Seppo Taatila) - 드럼
- 주시 키스키(Jussi Kiiski) - 기타
- 에릭 파르비아이넨(Erik Parviainen) - 기타
- 미카 하아파살로(Mika Haapasalo) - 키보드
- 투오마스 알라-니실랴(Tuomas Ala-Nissilä) - 보컬
- 알리 레이니오(Ali Leiniö) - 보컬
- 자르코 란테넨(Jarkko Rantanen) - 보컬, 드럼

## 음반 목록

### 정규 음반
- Slumber of Sullen Eyes (1992)
- Shadow Mechanics (2002)
- Let Chaos Prevail (2007)

### 데모 앨범
- Unholy Domain (1991)